# داریو کاجاراویلا
داریو کاجاراویلا (اسپانیایی: Darío Cajaravilla‎؛ زادهٔ ۱۴ مارس ۱۹۸۰) بازیکن فوتبال اهل آرژانتین است. 

## باشگاهی
از باشگاه‌هایی که در آن بازی کرده‌است می‌توان به باشگاه فوتبال کولو-کولو اشاره کرد.